# Хмеляров Олександр Анатолійович
Олекса́ндр Анато́лійович Хмеляров (20 січня 1989 — 4 березня 2016) — головний корабельний старшина Збройних сил України, учасник російсько-української війни.

## Життєпис
Народився 1989 року в селі Кам'янка Ізмаїльського району (Одеська область). Проживав в місті Очаків; головний корабельний старшина, технік групи спеціальних операцій загону спеціальних операцій 73-го морського центру спеціальних операцій. Служив у Центрі за контрактом з 20.01.2011 року. В серпні 2014 року був нагороджений медаллю «За військову службу Україні».
4 березня 2016 року під час розвідки на Маріупольському напрямку передовий дозор «морських котиків», у якому був Юрій Горайський, вийшов на висоту в районі міста Докучаєвська, де наштовхнувся на диверсійно-розвідувальну групу противника. В результаті ближнього бою загинули Юрій Горайський разом з побратимом з Одещини 27-річним Олександром Хмеляровим. Основна частина розвідгрупи 73-го Центру прийшла на допомогу та вступила у бій, згодом підійшли підрозділи 72-ї ОМБр. Під вогневим прикриттям загиблих і поранених евакуювали. За даними радіоперехоплення, противник втратив 30 бойовиків.
Похований в селі Кам'янка.
Без Олександра лишилися батьки, брат й сестра.

## Нагороди та вшанування
- указом Президента України № 660/2014 від 21 серпня 2014 року «за особисту мужність і героїзм, виявлені у захисті державного суверенітету та територіальної цілісності України, вірність військовій присязі» — нагороджений медаллю «За військову службу Україні»
- указом Президента України № 132/2016 від 8 квітня 2015 року «за особисту мужність і високий професіоналізм, виявлені у захисті державного суверенітету та територіальної цілісності України, вірність військовій присязі» — нагороджений орденом Богдана Хмельницького III ступеня (посмертно)[1].
- відзнакою Всеукраїнської спілки учасників бойових дій в АТО «Побратими України»-медаллю «За оборону Маріуполя» (посмертно).
- Медаль за 15 років ЗСУ( 2006).
- Медаль за 15 років ДШВ.
- Нагрудний знак за воїнську доблесть і честь, і за зразкову службу.
- Медаль за службу державі.
- Медаль  Матроса козака.
- Медаль за Незалежність України 3-го ступеня.
- Нагрудний знак Ювілейна Відзнака.
- Нагрудний знак Честь і слава.
- Нагрудний знак Парашутист ВМС.